# Semecarpus stenophyllus
Semecarpus stenophyllus är en sumakväxtart som beskrevs av Merrill. Semecarpus stenophyllus ingår i släktet Semecarpus och familjen sumakväxter. Inga underarter finns listade i Catalogue of Life.